# Internationale Filmfestspiele von Venedig 2002
Die 59. Internationalen Filmfestspiele von Venedig fanden vom 28. August bis zum 7. September 2002 statt. Neuer Festivaldirektor wurde in diesem Jahr der ehemalige Direktor der Berlinale Moritz de Hadeln.
Für den Wettbewerb wurde folgende Jury berufen: Gong Li (Jurypräsidentin), Jacques Audiard, Jewgeni Jewtuschenko, Ulrich Felsberg, László Kovács, Francesca Neri und Yeşim Ustaoğlu.

## Wettbewerb
Am Wettbewerb des Festivals nahmen folgende Filme teil:
| Filmtitel                                | Regisseur             | Produktionsland                                               | Darsteller (Auswahl)                                |
| ---------------------------------------- | --------------------- | ------------------------------------------------------------- | --------------------------------------------------- |
| Dem Himmel so fern                       | Todd Haynes           | USA, Frankreich                                               | Julianne Moore, Dennis Quaid                        |
| Dem Paradies ganz nah                    | Tonie Marshall        | Frankreich, Spanien, Kanada                                   | Catherine Deneuve, William Hurt                     |
| Dolls                                    | Takeshi Kitano        | Japan                                                         | Miho Kanno, Hidetoshi Nishijima                     |
| La forza del passato                     | Piergiorgio Gay       | Italien                                                       | Sergio Rubini, Bruno Ganz                           |
| Frida                                    | Julie Taymor          | USA, Kanada, Mexiko                                           | Salma Hayek, Alfred Molina                          |
| Führer Ex                                | Winfried Bonengel     | Deutschland, Italien                                          | Aaron Hildebrand, Christian Blümel                  |
| Das Irrenhaus                            | Andrei Kontschalowski | Russland, Frankreich                                          | Julija Wyssozkaja, Jewgeni Mironow                  |
| Julies Reise                             | Agnieszka Holland     | Deutschland, Kanada, Polen, USA                               | Miranda Otto, William Fichtner, Lothaire Bluteau    |
| Kleine schmutzige Tricks                 | Stephen Frears        | Großbritannien                                                | Chiwetel Ejiofor                                    |
| Der Kuss des Bären                       | Sergei Bodrow         | Russland, Deutschland, Schweden, Spanien, Frankreich, Italien | Rebecka Liljeberg, Joachim Król, Sergei Bodrow Jr.  |
| Mei li shi guang                         | Tso-chi Chang         | Taiwan, Japan                                                 | Wing Fan, Meng-jie Gao                              |
| Un monde presque paisible                | Michel Deville        | Frankreich                                                    | Simon Abkarian, Zabou Breitman                      |
| Nackt                                    | Doris Dörrie          | Deutschland                                                   | Heike Makatsch, Benno Fürmann, Alexandra Maria Lara |
| Nha fala                                 | Flora Gomes           | Portugal, Frankreich, Luxemburg                               | Fatou N’Diaye                                       |
| Oasis                                    | Lee Chang-dong        | Südkorea                                                      | Sol Kyung-gu, Moon So-ri                            |
| Road to Perdition                        | Sam Mendes            | USA                                                           | Tom Hanks, Paul Newman, Jude Law                    |
| The Tracker                              | Rolf de Heer          | Australien                                                    | David Gulpilil, Gary Sweet                          |
| Die unbarmherzigen Schwestern*           | Peter Mullan          | Großbritannien, Irland                                        | Geraldine McEwan, Anne-Marie Duff, Nora-Jane Noone  |
| Velocità massima                         | Daniele Vicari        | Italien                                                       | Valerio Mastandrea, Cristiano Morroni               |
| Un viaggio chiamato amore                | Michele Placido       | Italien                                                       | Laura Morante, Stefano Accorsi                      |
| Das zweite Leben des Monsieur Manesquier | Patrice Leconte       | Frankreich, Deutschland, Großbritannien, Schweiz              | Jean Rochefort, Johnny Hallyday                     |

* = Goldener Löwe

## Preisträger

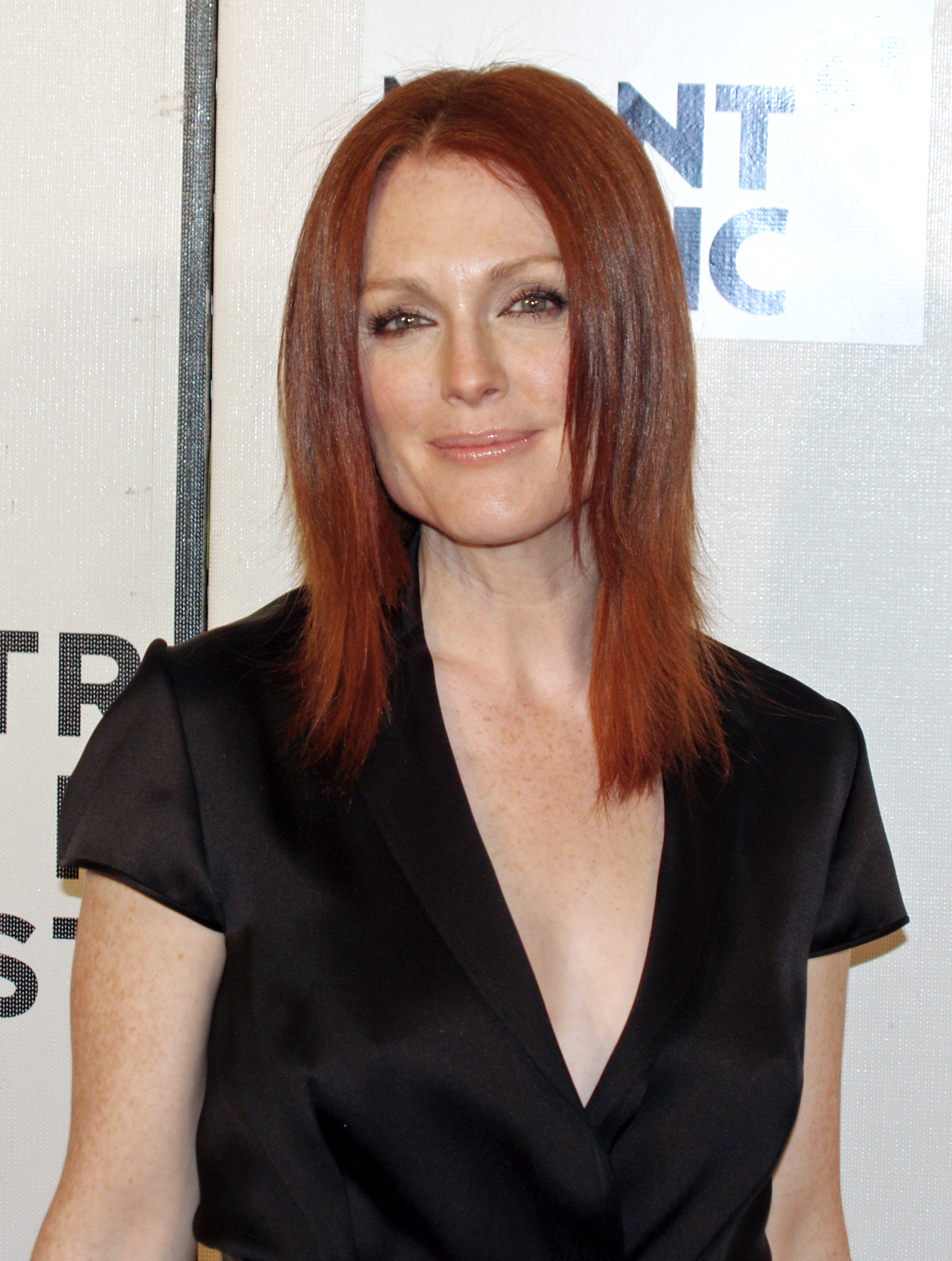
Julianne Moore erhielt den Preis der besten Darstellerin

| Preis                                                   | Film                          | Preisträger           |
| ------------------------------------------------------- | ----------------------------- | --------------------- |
| Goldener Löwe (bester Film)                             | Die unbarmherzigen Schwestern | Peter Mullan          |
| Spezialpreis der Jury                                   | Das Irrenhaus                 | Andrei Kontschalowski |
| Coppa Volpi (bester Darsteller)                         | Un viaggio chiamato amore     | Stefano Accorsi       |
| Coppa Volpi (beste Darstellerin)                        | Dem Himmel so fern            | Julianne Moore        |
| Marcello-Mastroianni-Preis (bester Nachwuchsdarsteller) | Oasis                         | Moon So-ri            |
| Regiepreis                                              | Oasis                         | Lee Chang-dong        |
| Leone Speciale für sein Lebenswerk                      |                               | Dino Risi             |

## Weitere Preise
- Bester Kurzfilm: Clown von Irina Efteeva
- Luigi Di Laurentiis Award: Due amici von Spiro Scimone und Francesco Sframeli, Sex für Anfänger von Dylan Kidd
- FIPRESCI-Preis: Oasis von Lee Chang-dong
- UNICEF-Preis: Das Irrenhaus von Andrei Kontschalowski